# 121631 Josephnuth
121631 Josephnuth este o planetă minoră (asteroid) din centura de asteroizi. A fost descoperită pe 1 noiembrie 1999 la Catalina Station⁠(d) de Catalina Sky Survey. 
Obiectul prezintă o orbită caracterizată de o semiaxă mare de 3,1029585868293 UAi, o excentricitate de 0,13, o înclinație de 12,9 ° în raport cu ecliptica.